# Malpas, Wales
Malpas är en stadsdel och community i staden Newport i Wales, Storbritannien. 